# Parcani, Șoldănești
Parcani este un sat din raionul Șoldănești, Republica Moldova. Este situat la 4 km de gara Șoldănești.

## Istoria
Pentru prima dată despre satul Parcani s-a menționat în anul 1560. Teritoriul unde se află astăzi satul Parcani era moșie mănăstirească.
În cartea domnească a lui Alexandru Lăpușneanu se vorbește despre pământurile unor sate, ce aparțineau mănăstirii Căpriana, tot acolo se amintește despre satul Alexinți, care a fost dăruit mănăstirii Căpriana de către Maria, fiica lui Spanciog:
„Suret de pe uricul lui Alexandru voievod din 7068 <1560>, aprilie 11.

În numele Tatălui și al Fiului și al Sfântului Duh, Treime Sfântă și nedespărțită. Iată, eu, robul stăpânului meu, Isus Hristos, Alexandru voievod, din mila lui Dumnezeu, domn al Țării Moldovei. Iată a binevoit domnia mea cu bunăvoința noastră și cu inimă curată și luminată și din toată bunăvoia noastră și din ajutorul lui Dumnezeu, am făcut domnia mea, întru pomenirea și mântuirea domniei mele și a doamnei domniei mele și a copiilor dăruiți domniei mele de Dumnezeu și am dat și am miluit domnia mea mănăstire de la Căpriana, unde este hramul Adormirii Preacuratei Stăpânei noastre Născătoare de Dumnezeu și Pururea Fecioară Maria, și am dat satele anume: Lozova, și Prejolteanii, și Oneștii, și Sadova, și Băliceanii, și Luceanii, și Dvorniceanii, și Dumeanii, și Glăvășanii, și Besericeanii și Zăpenii, și în jos Purcarii, la fântâna Purcarilor, și cu un iezăr și toate gârlele Fătului, și Fincova, și Pepelii, unde cade în balta Copanca, și toate părțile satului Păpăuții, și Alecsinții, și vadul Ciorăștii, și trei fălci de vie la Cotnar, și patru sălașă de țigani, anume: Petrea cu femeia și cu copii lor, și Ioan cu femeia și cu copii lor, și Drăgan cu femeia și cu copii lor, și Vlad cu femeia și cu copii lor.

...”
Treptat locuitorii satului Alexinți se mută cu traiul pe pământurile cultivabile. Principala ocupație a lor era agricultura și creșterea vitelor. Surplusurile de produse țăranii le realizau la târgurile din Șoldănești și Rezina. Mijlocul de transport erau căruțele, carele trase de boi și cai. Drumul spre târg mergea pe lângă izvorul actualului sat Parcani. Pentru ca să aibă cu ce să-și hrănească vitele, oamenii făceau porcane de fin (grămezi mari de fân). 
Apa bună de băut a izvorului, pădurea, pământul roditor, drumul, care ducea spre târg a atras locuitorii din Alexinți și cei, care s-au așezat aici cu traiul, au început să numească localitatea Porcane, Parcane.
La 2 martie 1798 Alexandru Calimah, domnitorul Moldovei scrie scrisoare către Manolache Donici, ca să hotărască cu moșia Parcani. La 05 mai 1806 Alexandru Constantinovici Moruzi, domnitorul Moldovei se adresează către Petrache Cataragiu să se cerceteze moșia Parcani cu două seliști: Alexinți și Parcani din ținutul Orheiului. Prin anul 1808 mănăstirea Căpriana avea pădure pe moșia satului Parcani: 63 stângeni pătrați, iar la Popouți – 135 mii stângeni pătrați. Prin anii 1815-1816 moșia Parcani aparținea mănăstirii Căpriana, vechil era Iacob Vartic.
După datele statistice ale anului 1817, ocina Parcani aparținea mănăstirii Căpriana cu 2 mori de apă pe râul Ciorna, 6 livezi, 35 gospodării, 5 văduve, 2 burlaci, 1 preot,1 diacon, 1 pălămar.
Parcanii se găseau în ocolul Nistrului de sus. La 04.07.1824 trăitorul Danilă Draginschii din Parcani, județul Orhei vine cu rugămintea către organele puterii administrative ca să-i restabilească titlul și dreptul de moștenire al moșiei din Parcani.
Prin anii 1836 satul Parcani cuprindea 60 gospodării cu o populație de 346 locuitori ( 179 bărbați și 176 femei), era biserică. În luna mai a anului 1857 moșierul Nicolae Dimo a fost în Chișinău. În anul 1867 moare Nicolae Dimo, moșier în satul Parcani, aici e și înmormântat. La 03 noiembrie 1867 toată pădurea este vândută lui Pavel Nicolaevici Dimo pentru a fi tăiată.

Izvorul din centru satului

În anul 1862 la Parcani s-a deschis școala parohială bisericească, iar în anul 1897 s-a înființat o școală populară a ministerului de o singură clasă. În anul 1900 școala aceasta trece sub controlul zemstvei și se predau lecții de pomicultură și viticultură. În această școală învățau 95 elevi. Copiii fețelor bisericești își continue învățătura în școlile superioare. Feciorul preotului Zaharia Racu, născut în anul 1845 termină seminarul teologic din Chișinău și devine preot.
Dacă despre școală se pomenește abia în anul 1862, apoi despre biserică se spune, că prima a fost construită în anul 1793 din lemn, unsă cu lut și acoperită cu paie. Populația satului este foarte mică, însă slujitori ai bisericii erau foarte mulți. Țăranii strângeau bani și făceau reparațiile necesare bisericii, îi aduceau jertfe, plăteau impozite bisericii (zeciuiala). În anul 1893 în satul Parcani s-a născut Constantinov Egor Petrovici, participant la războiul civil din 1919, a luptat în brigada lui Grigorii Ivanovici Cotovschii, a luat parte la apărarea Petrogradului, la lupta împotriva diferitor bande contra revoluționarilor. Pentru eroismul manifestat în anii războiului civil a fost decorat cu 2 Ordine “Drapelul Roșu”. În anii Marelui război pentru Apărarea Patriei s-a înrolat voluntar în rândurile Armatei Sovietice. Pentru vitejia de care a dat dovadă a fost decorat cu Ordinul “Steaua Roșie” și cu medalii. După război a lucrat în raionul Rezina. La 05.08.1966 trăia în s. Șoldănești.

Profesorii gimnaziului „M. Eminescu” s. Parcani

Puterea Sovietică în satul Parcani a luat naștere în anul 1940. Primul președinte al Sovietului sătesc a fost Cozma Rusu. Colhozul s-a înființat în anul 1949. Primul președinte al colhozului a fost Colesnic Serghei Ivanovici.
În anii 1990 în satul Parcani locuiau în jurul la 1000 locuitori. În sat se afla o școală, în care copii satului sunt instruiți și educați 9 ani de zile, grădiniță de copii, casă de cultură, bibliotecă, magazine, un monument în cinstea eroilor căzuți pentru apărarea Patriei, mormântul, unde au fost îngropați soldați necunoscuți, pe când se retrăgeau trupele armate, un izvor. 
Panorama satului este o vedere pitorească. Seliștea Parcani este așezat pe partea dreaptă a râului Ciorna. Partea de răsărit a satului se apropie de o pădure numită de locuitori Zanova. La marginea pădurii se află un izvor mare, apa căruia este foarte gustoasă și răcoritoare. Râulețul care începe din acest izvor, ramificându-se prin pădure se varsă în râul Ciorna. Acolo unde se varsă, râulețul formează un ungi cu malurile abrupte și stâncoase ale râului Ciorna. Tot în pădure se află un podiș înalt, ce coboară abrupt spre râu, iar pe o cărărușă îngustă poți ajunge la o mică cascadă. În zilele de sărbători mari, oamenii din sat se adună la odihnă la locul numit „La scăunele”.
Oamenii din trecut, probabil au observat, că podișul acesta este foarte convenabil pentru o așezare omenească. După conturul așezării se observă, că dinspre câmp a fost săpat și înălțat un val înalt de pământ, iar dinspre râu, drept fortificație de apărare era malul abrupt. Cei, care au întemeiat așezarea au transformat podișul dat într-o cetate de necucerit.
Arheologii au determinat că așezarea dată a fost înființată de geți în veacul IV-III înaintea erei noastre. După ce cetatea a fost părăsită, fortificațiile de apărare s-au ruinat, teritoriul a fost acoperit cu păduri, însă rămășițele așezării omenești bine se conturează pe fonul pădurii. Înălțimea valului de pământ pe alocuri se ridică de 1,5 – 2 metri, iar adâncimea canalului este de până la 1 metru.
Pentru a determina timpul și cauza pieirii cetății trebuie făcute săpături arheologice, iar până atunci trebuie păstrat monumental. Este binevenit faptul, că rămășițele așezării străvechi sau acoperit cu păduri și aceasta păzește într-o măsură oarecare distrugerea completă a monumentului.
La data de 04.06.2007 primar al satului a fost ales dl. Lopaci Valeriu. Pe teritoriul satului activează gimnaziul "M. Eminescu" director Prodan Ala, în care își fac studiile 98 elevi, grădinița de copii "Îngerașul" director Chilimaru Angela, în care se instruiesc și se educă - 40 copii. Activează biserica cu preotul Socolean Ștefan. Hramul satului se sărbătorește la data de 14 octombrie – Procoava.
Pe teritoriul satului mai activează o casă de cultură, o bibliotecă publică, o filială a băncii de economii, oficiul poștal.

## Date geografice
Parcani este un sat și comună din raionul Șoldănești. Satul este situat la 47.818409 - latitudine nordică și 28.838250 - longitudine estică, având o suprafață de aproximativ 1.09 kilometri pătrați, cu un perimetru de 4.57 km.
Comuna Parcani are o suprafață totală de 12.50 kilometri pătrați, fiind cuprinsă într-un perimetru de 22.50 km. Parcani este unicul sat din comuna cu același nume.
Suprafața terenurilor agricole total – 595,84 ha, din ele:
- arabil – 530,84 ha
- livezi - 65,0 ha

## Date demografice
În anul 1997, populația satului Parcani a fost estimată la 902 de cetățeni.
Conform datelor recensământului din anul 2004, populația satului constituie 769 de oameni,
49.28% fiind bărbați
50.72% femei
Structura etnică a populației în cadrul satului arată astfel:
98.96% - moldoveni/români
0.26% - ucraineni
0.65% - ruși
0.00% - găgăuzi
0.13% - bulgari
0.00% - evrei
0.00% - polonezi
0.00% - țigani
0.00% - alte etnii.
În satul Parcani au fost înregistrate 282 de gospodării casnice la recensământul din anul 2004. Membrii acestor gospodării alcătuiau 769 de persoane, iar mărimea medie a unei gospodării era de 2.7 persoane. Gospodăriile casnice erau distribuite, în dependență de numărul de persoane ce le alcătuiesc, în felul următor: 27.30% - 1 persoană, 23.05% - 2 persoane, 17.73% - 3 persoane, 19.86% - 4 persoane, 8.16% - 5 persoane, 3.90% - 6 și mai multe persoane.

## Administrație și politică
Componența Consiliului local Parcani (9 consilieri), ales la 5 noiembrie 2023, este următoarea:
|  | Partid                                       | Consilieri | Componență | Componență | Componență | Componență | Componență | Componență | Componență |
|  | -------------------------------------------- | ---------- | ---------- | ---------- | ---------- | ---------- | ---------- | ---------- | ---------- |
|  | Partidul Social Democrat European            | 7          |            |            |            |            |            |            |            |
|  | Partidul Acțiune și Solidaritate             | 1          |            |            |            |            |            |            |            |
|  | Partidul Socialiștilor din Republica Moldova | 1          |            |            |            |            |            |            |            |

## Personalități
1. Chilimari Tihon, anul nașterii 1938, domiciliat în or. Chișinău, Doctor în științe, profesor universitar, șef de catedră la Academia de muzică, teatru și arte plastice.
2. Chilimari Serghei, anul nașterii 1936, domiciliat în or. Chișinău, membru corespondent a Academiei de Științe, doctor habilitat în științe agricole, profesor universitar, Universitatea agricolă.
3. Prodan Mihail, anul nașterii 1938, domiciliat în or. Chișinău, Doctor în științe tehnice, conferențiar la Universitatea agricolă.
4. Chilimari Tihon, șef de catedră la Academia de muzică a adunat date istorice despre satul Parcani.